# Jarmulowsky Bank Building
El Jarmulowsky Bank Building es un edificio de 12 pisos que anteriormente albergaba el Banco Jarmulowsky en el Lower East Side de Manhattan, Ciudad de Nueva York . Ubicado en Canal Street y Orchard Street, el edificio Jarmulowsky Bank fue construido por los arquitectos Rouse & Goldstone en 1912, en estilo Beaux-Arts . El edificio está revestido con piedra caliza en su parte inferior y terracota arquitectónica en su parte superior.
El remitente Jarmulowsky fundó su banco en 1873. Cuando estalló la Primera Guerra Mundial dos años después de que se completó la construcción del banco, hubo una corrida bancaria, ya que los inversores alemanes retiraron fondos para enviarlos a familiares en el extranjero y el banco quebró.
Hasta 1990, el edificio presentaba un enorme tempietto que se elevaba 50 pies hasta una cúpula rodeada de águilas. El edificio fue renovado en 1990 por Sing May Realty y el tempietto destruido. En 2014, la Comisión para la Preservación de Monumentos Históricos de Nueva York aprobó una propuesta para construir una réplica de esta estructura. Esto se completó y dio a conocer a principios de 2020.
El edificio ahora se utiliza con fines comerciales.
En 2013, el edificio estaba programado para convertirse en un hotel boutique de lujo.